# Steven Levy

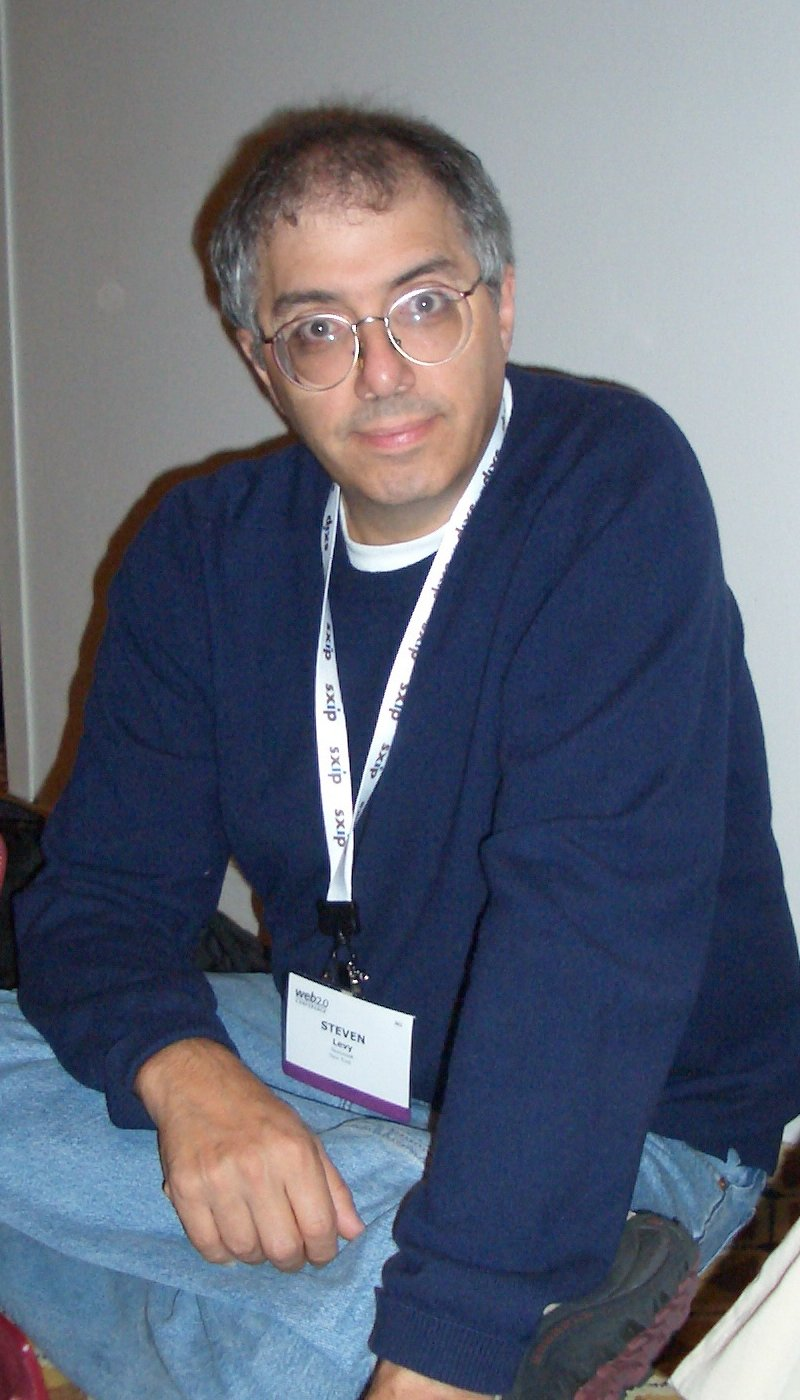
Steven Levy

Steven Levy (nascido em 1951) é um jornalista americano que escreveu muitos livros sobre computadores, tecnologia, criptografia, internet, cyber-segurança e privacidade.